# Rudolph Belarski
Rudolph Belarski (1900-1983) fue un artista gráfico estadounidense conocido por sus portadas que describen combates aéreos para revistas de aventuras ambientadas en la Primera Guerra Mundial como Wings, Dare Devil Aces, y War Birds. También dibujó portadas de ciencia ficción para Argosy en los años 1930 y cubiertas para novelas de misterio y detectives.

## Biografía
Rudoph Belarski nació el 27 de mayo de 1900 en Dupont, Pensilvania de padres inmigrantes procedentes de Galitzia, una región polaca. Asistió a la escuela hasta los doce años, la entonces edad legal para dejar de estudiar y empezar a trabajar, lo que hizo en las minas de carbón junto a su padre. Por las noches, estudiaba cursos de arte por correo de la International Correspondence School Inc.
Se mudó a Nueva York en 1922 para estudiar en el Pratt Institute de Brooklyn, graduándose en 1926 y ejerciendo de profesor en ese instituto de 1928 a 1933. Empezó después a trabajar para Dell Publications haciendo ilustraciones interiores y de portada para sus revistas pulp de aventuras en la Primera Guerra Mundial como War Aces, War Birds, War Novels y War Stories. Desde 1935 trabajó para una gran variedad de revistas de aventuras, aviación, detectives y misterio, como Air War, American Eagle, Black Book Detective, Mystery Book,  The Phantom Detective, Startling Stories, Thrilling Adventures, Thrilling Detective, Thrilling Mystery, Double Detective, Cavalier Classics, Detective Fiction Weekly, Big Chief, Wings, etc.
Durante la Segunda Guerra Mundial, demasiado mayor para alistarse, contribuyó dibujando bocetos retratando a soldados hospitalizados en Nueva York y Londres. Tras la guerra, Belarski se convirtió en el principal ilustrador de portadas de Popular Library hasta 1951. Después trabajó para revistas masculinas como Adventure, For Men Only, Man Conquest, Man's Illustrated, Men, Stag o True Adventure hasta 1960.
En 1956 Belarski se mudó a Westport, Connecticut y trabajó como profesor en la Famous Artist School hasta su jubilación en 1972. Murió el 24 de diciembre de 1983 por complicaciones de una colitis.

## Lectura más lejana
- Gunnison, John P. (2007) Rudolph Belarski: Pulp Art Masters. Silver Spring: Adventure House. ISBN 978-1886937765